# Eugen Victor Cristian Rusu
Eugen Victor Cristian Rusu (n. 18 decembrie 1957) este un inginer român, membru corespondent al Academiei Române în cadrul Secției de Științe Tehnice (28 iunie 2018).